# Marleen Haage
Marleen Haage (Bennekom, 26 april 1980) is een Nederlands politica en sinds 2024 lid van de Tweede Kamer namens de GroenLinks-PvdA.

## Biografie
Haage werd geboren in Bennekom en groeide op in Arnhem. Haar vader was ambtenaar en haar moeder was schoolmaatschappelijk werker. Een van haar grootvaders was politieagent. Na haar afronden van het atheneum van de Thorbecke Scholengemeenschap Arnhem verhuisde ze in 1999 naar Utrecht om algemene sociale wetenschappen te studeren aan de Universiteit Utrecht, nadat ze ook had overwogen om te solliciteren naar een baan bij de politie. Het was rond deze tijd dat ze politiek actief werd. Tijdens haar studie was ze lid van studentenvereniging Unitas S. R. en de Jonge Socialisten, waar ze in 2002 in het landelijk bestuur zat ten tijde van de moord op Pim Fortuyn.
Van 2010 tot 2017 was zij raadslid van de Partij van de Arbeid in de gemeenteraad van Utrecht, vanaf 2014 als fractievoorzitter. Sinds 2011 doceert zij Integrale Veiligheidskunde aan de Hogeschool Utrecht. Voordien was zij beleidsadviseur en projectleider bij de politie. In 2017 nam ze ontslag bij de Utrechtse raad en de Hogeschool, toen ze naar Rotterdam verhuisde om bij haar partner en zijn kind te wonen en senior adviseur werd van de landelijke Partij van de Arbeid. Tijdens de algemene verkiezingen van 2023 werkte ze als sectorhoofd bij de politie en woonde ze in Rotterdam-Zuid.
Op 18 december 2024 werd Haage geïnstalleerd als lid van de Tweede Kamer in de vacature die ontstond na het verstrek van Senna Maatoug die wethouder in Utrecht werd.